# Сібієл
Сібієл (рум. Sibiel) — село у повіті Сібіу в Румунії. Адміністративно підпорядковане місту Селіште.
Село розташоване на відстані 226 км на північний захід від Бухареста, 18 км на захід від Сібіу, 114 км на південь від Клуж-Напоки, 132 км на захід від Брашова.

## Населення
За даними перепису населення 2002 року у селі проживали 402 особи, усі — румуни. Усі жителі села рідною мовою назвали румунську.